# Melchior Lengyel
Pour les articles homonymes, voir Lengyel (homonymie).
Melchior Lengyel, de son vrai nom Menyhért Lengyel, est un dramaturge et scénariste hongrois né le 12 janvier 1880 à Balmazújváros (Hongrie) et mort le 23 octobre 1974 à Budapest (Hongrie).

## Biographie
Lengyel commence sa carrière comme journaliste, mais se met rapidement à l'écriture de pièces de théâtre, il devient d'ailleurs directeur d'un théâtre d'avant-garde en 1929. Il écrit aussi le livret du ballet Le Mandarin merveilleux de son ami Béla Bartók.
En 1931, il émigre à Londres, puis en 1937 aux États-Unis. Il est l'auteur de l'histoire originale pour plusieurs films d'Ernst Lubitsch : Jeux dangereux et Ninotchka. Il est même nommé pour l'Oscar du meilleur scénario original en 1940 pour cette comédie (Ninotchka).

## Théâtre (sélection)
- 1911 : Próféta
- 1913 : A cárnő
- 1913 : Róza néni
- 1925 : Antónia

## Filmographie

### Cinéma
- 1911 : Taifun de Louis von Kohl
- 1914 : L'Honneur japonais (The Typhoon) de Reginald Barker
- 1918 : A Táncosnő de Márton Garas
- 1924 : Paradis défendu d'Ernst Lubitsch
- 1927 : Die berühmte Frau de Robert Wiene
- 1927 : Der Zigeunerbaron (en) de Friedrich Zelnik
- 1929 : L'Étrange Cargo de Benjamin Glazer et Arthur Gregor
- 1933 : Polizeiakte 909 de Robert Wiene
- 1934 : Temptation de Max Neufeld
- 1934 : Ende schlecht, alles gut de Fritz Schulz
- 1934 : Helyet az öregeknek de Béla Gaál
- 1934 : Cœur de tzigane (Caravan) d'Erik Charell
- 1934 : Catherine de Russie de Paul Czinner
- 1935 : Antonia, romance hongroise de Jean Boyer et Max Neufeld
- 1936 : I Loved a Soldier de Henry Hathaway
- 1937 : Ange d'Ernst Lubitsch
- 1939 : Ninotchka d'Ernst Lubitsch
- 1941 : L'aventure commence à Bombay de Clarence Brown
- 1942 : To be or not to be d'Ernst Lubitsch
- 1944 : Jours de gloire de Jacques Tourneur
- 1945 : Scandale à la cour d'Ernst Lubitsch et Otto Preminger
- 1957 : La Belle de Moscou de Rouben Mamoulian
- 1983 : To Be or Not to Be d'Alan Johnson

### Télévision
- 1953 : Grande Teatro Tupi
- 1960 : Ninotchka
- 1965 : Ninotschka
- 1974 : Alta comedia
- 1982 : Róza néni elintézi
- 1982 : Au théâtre ce soir : Ninotchka
- 1982 : Waterlooi csata
- 1989 : Tihamér
- 1997 : A nagy fejedelem

## Nominations
- Oscars du cinéma 1940 : Oscar de la meilleure histoire originale pour Ninotchka